# Phú Lộc, Can Lộc
Phú Lộc là một xã thuộc huyện Can Lộc, tỉnh Hà Tĩnh, Việt Nam.
Xã Phú Lộc có diện tích 21,24 km², dân số năm 1999 là 5962 người, mật độ dân số đạt 281 người/km².

## Lịch sử
Ngày 15 tháng 12 năm 2019, HĐND tỉnh Hà Tĩnh ban hành Nghị quyết số 185/NQ-HĐND về việc:
- Thành lập thôn Tiến Thịnh trên cơ sở thôn Đông Tiến và thôn Đông Thịnh.
- Thành lập thôn Đông Lam trên cơ thôn Trung Đông và thôn Hồng Lam.